# Kościół w Schlepzig
Kościół w Schlepzig (niem. Dorfkirche Schlepzig) – luterańska świątynia parafialna w niemieckiej gminie Schlepzig.

## Historia
Nieznana jest data budowy pierwszego kościoła w Schlepzig, wiadomo, że ten spłonął w pożarze wsi w 1769 roku. Budowę nowego kościoła zakończono w 1782 roku. W 1843 na sklepieniu kościoła namalowano błękitne chmury. W 1910 zainstalowano organy.

## Architektura i wyposażenie
Świątynia szachulcowa, jednonawowa, z drewnianą, barokową, częściowo wbudowaną w bryłę kościoła wieżą oraz emporami po bokach nawy. W prezbiterium znajduje się ołtarz z wbudowaną w niego amboną, do której z północnej prowadzi empora, a z południowej – schody.

## Galeria

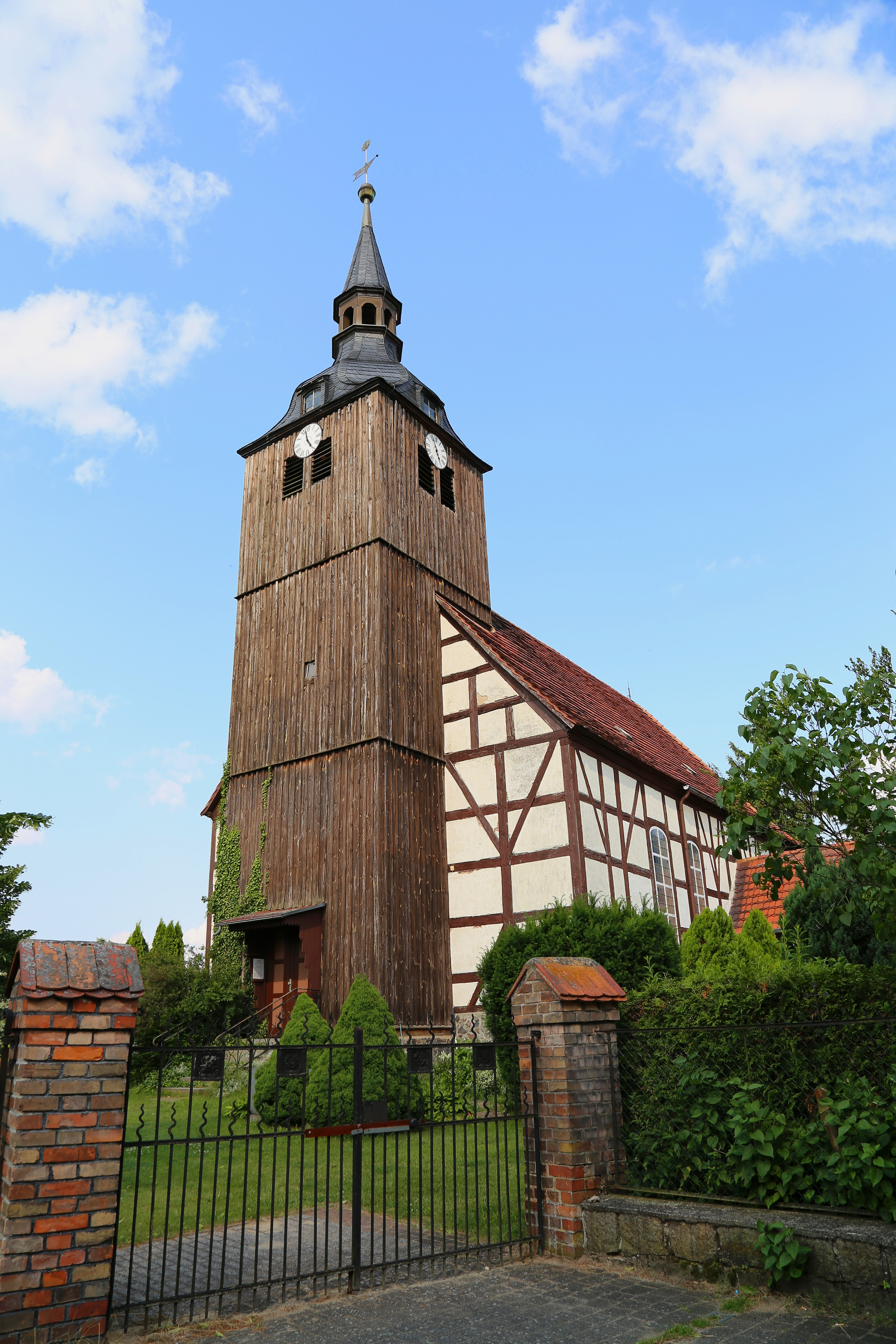
Wieża kościoła
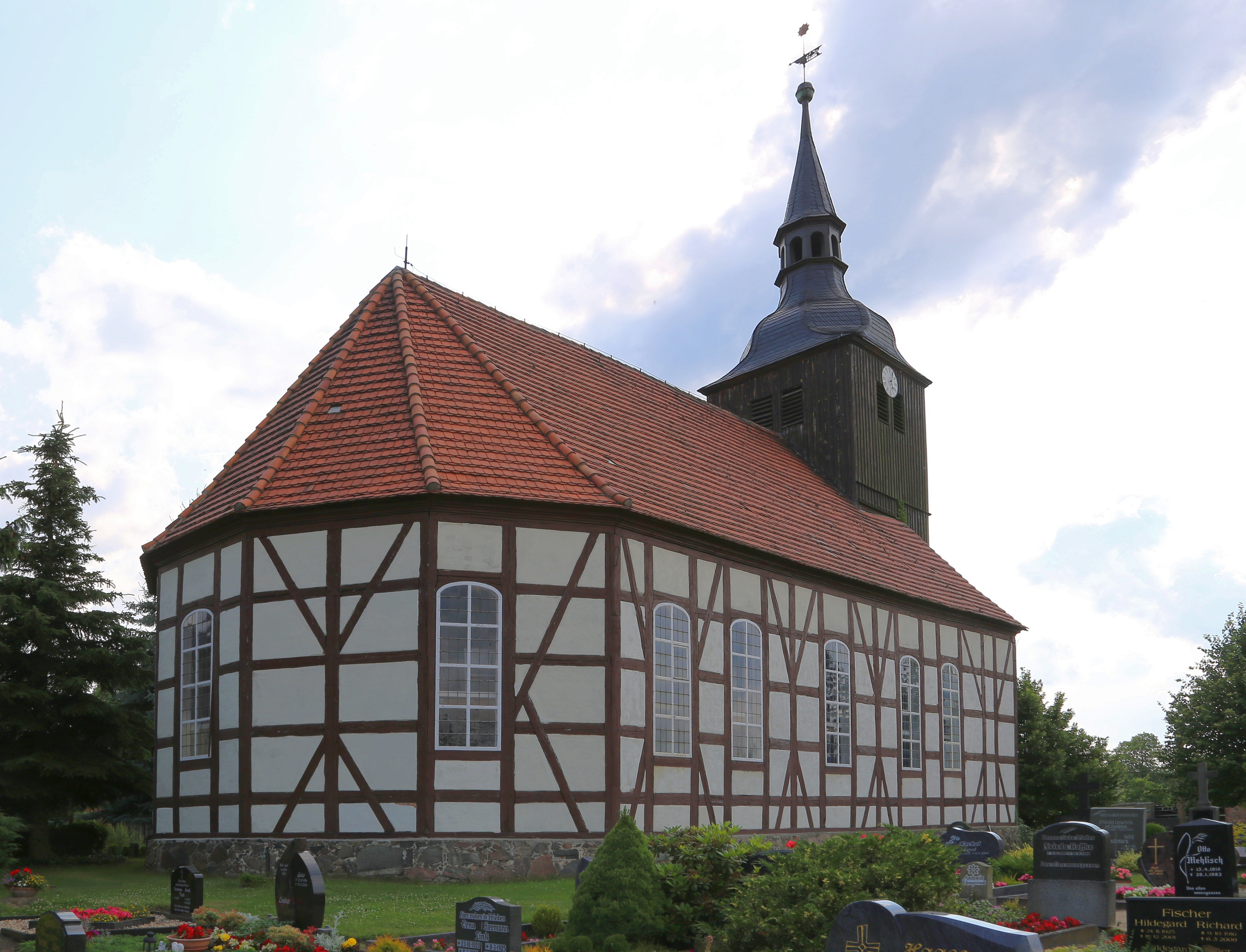
Widok na świątynię z północnego wschodu
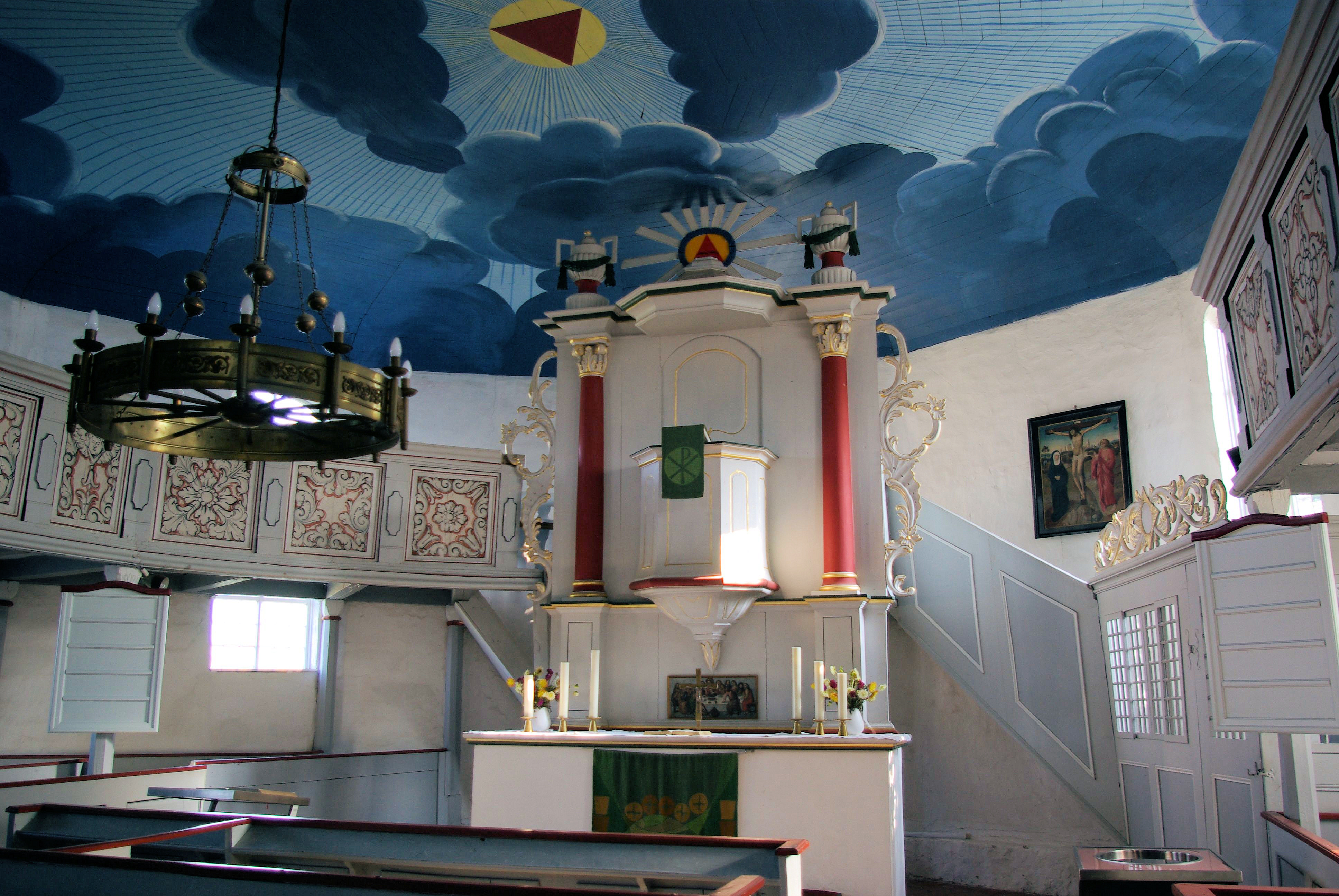
Ołtarz i ambona
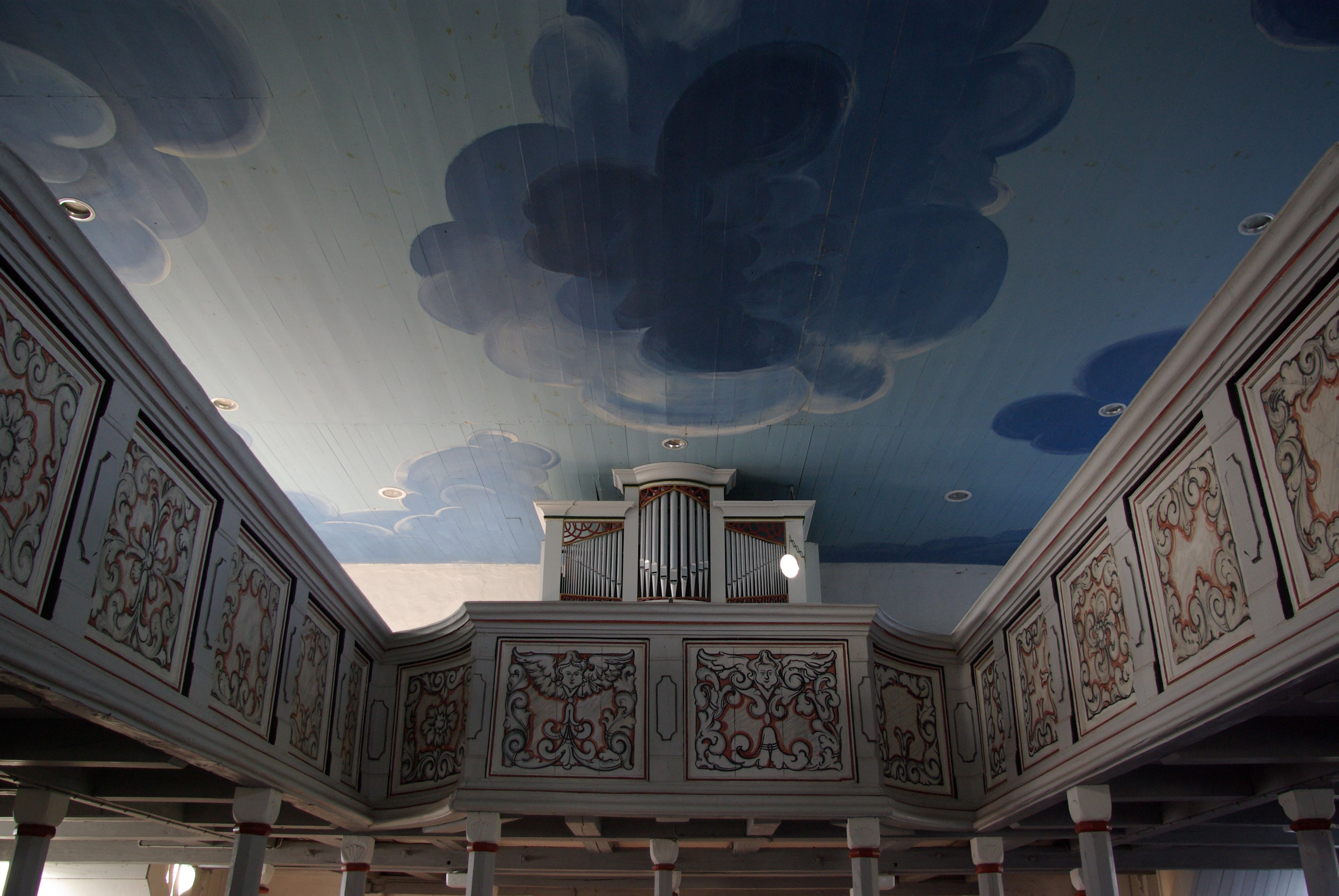
Empory i organy